# 呼中林业局
呼中林业局隶属于中华人民共和国国家林业局大兴安岭林业集团公司。经营总面积96万公顷。

## 行政区划
呼中林业局下辖以下单位：
雄关林场、呼源林场、苍山林场、宏伟林场、呼中林场、碧水林场。